# Ludo (nombre)
Ludo es un nombre propio masculino que deriva del verbo latín «ludo, ludere» que significa «jugar».
Una de las variantes más comunes es "Ludovico", que es la forma italiana del nombre. Otras variantes incluyen "Ludovic" en francés, "Ludwig" en alemán y "Louis" en inglés que se traducen como «guerrero famoso» o «famoso en la batalla». Es común como nombre flamenco.

## Aspectos simbólicos
En muchas culturas, el juego simboliza aspectos profundos de la vida, como la competencia, el destino y el disfrute del presente. El nombre "Ludo" refleja esta conexión con el juego, evocando una actitud vital que valora la espontaneidad y la alegría.
Además, el concepto de juego divino, presente en tradiciones filosóficas como la hindú, asocia el juego con la creatividad cósmica, viendo la vida como una expresión lúdica del universo. "Ludo" puede así simbolizar una conexión con esta visión sagrada y dinámica de la existencia.

## Popularidad
Descripción detallada de la popularidad del nombre masculino Ludo en algunos de los países donde hay estadísticas disponibles. 
| País         | Forma de nombre | numero de hombres | Proporción de hombres | Clasificación de hombres |
| ------------ | --------------- | ----------------- | --------------------- | ------------------------ |
| Bélgica      | Ludo            | 6.415 (2002)      | 0,1 %                 | 179                      |
| Países Bajos | Ludo            | 2 (2008)          | 0,002 %               | 229                      |